# کاوه میرعباسی
کاوه میرعباسی (زادهٔ ۱۳۳۴) مترجم و نویسندهٔ ایرانی‌ست. او دانش‌آموختهٔ رشتهٔ کارگردانی سینما و زبان اسپانیایی‌ست و تاکنون بیش از ۴۰ کتاب و مجموعه داستان از نویسندگان مشهوری چون کارلوس فوئنتس، لوییس بورخس، گابریل گارسیا مارکز، ماریو بارگاس یوسا، آندره برتون و...  به زبان فارسی ترجمه کرده‌است. میرعباسی از زبان‌های انگلیسی، فرانسوی و اسپانیایی ترجمه می‌کند.

## زندگی
کاوه میرعباسی از ۱۲ تا ۱۴ سالگی به شکل حرفه‌ای در مجله کیهان بچه‌ها فعالیت می‌کرد.  کار ترجمه را از ۱۴ سالگی در مجموعه افسانه‌های ملل آغاز کرد. ترجمهٔ او در سال ۱۳۵۰ توسط انتشارات امیرکبیر منتشر و در سال ۱۳۸۰ تجدید چاپ شد.
میرعباسی در ۱۸ سالگی برای تحصیل در رشتهٔ حقوق به فرانسه رفت. دو سال بعد حقوق را رها کرد و در رومانی در رشتهٔ سینما به تحصیل پرداخت. پس از آن برای گرفتن دکترای سینما به اسپانیا رفت ولی به دلیل مشکلات مالی تز خود را که در زمینهٔ «تعلیق در ادبیات و سینما» بود نیمه‌کاره رها کرد.
کاوه میرعباسی در اواخر سال ۱۳۶۰ پس از نوزده سال به ایران بازگشت و با ترجمهٔ دوره جدید استریندبرگ از مجموعه نسل قلم  به کار ترجمه ادامه داد. اولین رمان منتشرشدهٔ او سایهٔ گیوتین نوشتهٔ ژرژ سیمنون است.

## آثار

### ترجمه
برخی از آثار ترجمهٔ او از این قرارند (تاریخ چاپ اول کتاب‌ها ذکر شده‌است):
- نقد عکس: درآمدی بر درک تصویر، نوشتهٔ تری‌مایکل بارت، ۱۳۸۹
- مسافری که با ستاره شمال آمد، نوشتهٔ ژرژ سیمنون، ۱۳۸۶
- قتل در کمیته مرکزی، نوشتهٔ مانوئل واسکس مونتالبان، ۱۳۸۶
- خاطرهٔ دلبرکان غمگین من، نوشتهٔ گابریل گارسیا مارکز، ۱۳۸۶
- مدرسه فرشته‌ها، نوشتهٔ آنی دالتون، ۱۳۸۵
- نادیا، نوشتهٔ آندره برتون، ۱۳۸۳
- زنده‌ام که روایت کنم، نوشتهٔ گابریل گارسیا مارکز، ۱۳۸۳
- باکره و کولی، نوشتهٔ دیوید هربرت لارنس، ۱۳۸۳
- ماجراهای پدر براون، کشیش کارآگاه: صلیب آبی و شش داستان دیگر ، نوشتهٔ گیلبرت‌کیت چسترتون، ۱۳۸۲
- گفتگو با بورخس ، نوشتهٔ ریچارد برجین، ۱۳۸۲
- سر هیدرا، نوشتهٔ کارلوس فوئنتس، ۱۳۸۱
- اولریکا و هشت داستان دیگر، نوشتهٔ خورخه لوییس بورخس، ۱۳۸۰
- تصاویر زیبا، نوشتهٔ سیمون دو بووار، ۱۳۷۹
- نازارین، بنیتو پرث‌گالدوس، ۱۳۷۹
- پرتویی از هند، نوشتهٔ اکتاویو پاز، ۱۳۷۸
- بانوی دریاچه، نوشتهٔ ریموند چندلر، ۱۳۷۸
- مولیر، نوشتهٔ میخائیل زایدل، ۱۳۷۷
- ماریو بارگاس یوسا، نوشتهٔ سارا کاستروکلارن، ۱۳۷۴
- سایه گیوتین، نوشته ژرژ سیمنون
- کمدی الهی، نوشته دانته آلیگیری، 1393

### تألیف
- هفت روز نحس (مجموعه داستان)، ۱۳۸۸
- چه کردند ناموران، ۱۳۸۶
- هفت‌گانه سودابه (هفت رمان پلیسی به نام‌های سین مثل سودابه، ستاره‌ها سیاهند سودابه، سودابه میان سایه‌ها، سکوت سرد سودابه، سکسکه‌های سکرآور سودابه، سودابه در سپیده‌دم و سرگشته سودابه)، در دست انتشار[۴]
- پایان خوش ناتمام(رمان)، ۱۳۹۴

## اعتراض به سانسور
میرعباسی پس از اصلاحیه‌هایی که به آثارش وارد شد، در اعتراض به آنچه «ممیزی‌های نامعقول» نامید مدتی از کار ترجمه کناره‌گیری کرد. به گفتهٔ او «روند رشد سخت گیری‌های ممیزان بسیار بالا رفته‌است و اگر این منوال ادامه پیدا کند، دیگر ترجمه رمان و ادبیات داستانی جهان کار بیهوده‌ای خواهد بود.»